# تلمبه‌های آبگوئیه
تلمبه‌های آبگوئیه یک منطقهٔ مسکونی در ایران است که در دهستان قریه الخیر واقع شده‌است. تلمبه‌های آبگوئیه ۱۰ نفر جمعیت دارد.